# اسا کسکینن
اسا کسکینن (فنلاندی: Esa Keskinen؛ زادهٔ ۳ فوریهٔ ۱۹۶۵) بازیکن هاکی روی یخ اهل فنلاند بود.
از باشگاه‌هایی که در آن بازی کرده‌است می‌توان به کلگری فلیمس اشاره کرد.